# GVAV in het seizoen 1954/55
Het seizoen 1954/1955 was het eerste jaar in het bestaan van de Groningse betaaldvoetbalclub GVAV. De club kwam uit in de Eerste klasse C en eindigde daarin op de vierde plaats, dit betekende dat de club in het nieuwe seizoen uitkwam op het hoogste voetbalniveau.

## Wedstrijdstatistieken

### Eerste klasse A(afgebroken)
|       | AGOVV | Blauw-Wit | DWS   | Elinkwijk | Haarlem | Heerenveen | HVC | Leeuwarden | Sportclub Enschede | Vitesse | VSV   | Wageningen |
| ----- | ----- | --------- | ----- | --------- | ------- | ---------- | --- | ---------- | ------------------ | ------- | ----- | ---------- |
| Thuis | 1 – 1 | 1 – 0     | –     | –         | –       | –          | –   | –          | –                  | 1 – 1   | 3 – 3 | –          |
| Uit   | –     | –         | 1 – 2 | –         | 0 – 2   | 3 – 0      | –   | 1 – 2      | –                  | –       | –     | –          |

### Eerste klasse C
|       | Alkmaar '54 | Blauw-Wit | EBOH  | Enschedese Boys | Feijenoord | Haarlem | Hermes DVS | Limburgia | N.E.C. | NOAD  | PSV   | Rapid JC | Vitesse |
| ----- | ----------- | --------- | ----- | --------------- | ---------- | ------- | ---------- | --------- | ------ | ----- | ----- | -------- | ------- |
| Thuis | 5 – 0       | 3 – 2     | 2 – 0 | 3 – 1           | 3 – 6      | 2 – 2   | 6 – 1      | 1 – 0     | 2 – 1  | 2 – 2 | 1 – 7 | 1 – 1    | 3 – 2   |
| Uit   | 1 – 2       | 0 – 2     | 2 – 1 | 1 – 3           | 4 – 6      | 5 – 4   | 0 – 0      | 3 – 2     | 3 – 3  | 0 – 4 | 1 – 5 | 3 – 2    | 2 – 1   |

## Statistieken GVAV 1954/1955

### Eindstand GVAV in de Nederlandse Eerste klasse C 1954 / 1955
| Stand | Gespeeld | Gewonnen | Gelijk | Verloren | Punten | Doelpunten voor | Doelpunten tegen |
| ----- | -------- | -------- | ------ | -------- | ------ | --------------- | ---------------- |
| 4e    | 26       | 14       | 5      | 7        | 33     | 69              | 50               |

### Eindstand GVAV in de Nederlandse Eerste klasse A 1954 / 1955 (afgebroken)
| Stand | Gespeeld | Gewonnen | Gelijk | Verloren | Punten | Doelpunten voor | Doelpunten tegen |
| ----- | -------- | -------- | ------ | -------- | ------ | --------------- | ---------------- |
| 5e    | 8        | 4        | 3      | 1        | 11     | 12              | 10               |

### Topscorers
| #                | Naam                                | Goal |
| ---------------- | ----------------------------------- | ---- |
| 1.               | Jaap van Oosten                     | 21   |
| 2.               | Rikkert La Crois                    | 17   |
| 3.               | Johnny de Grooth                    | 12   |
| 4.               | Piet de Koe                         | 8    |
| 5.               | Cor Hoekstra                        | 3    |
| 6.               | Abel Alting                         | 2    |
| 6.               | Henk Medema                         | 2    |
| 8.               | Rem Been                            | 1    |
| Eigen doelpunten |                                     |      |
| –                | Piet Beekman (Vitesse)              | 1    |
| –                | Gerard Kerkum (Feijenoord)          | 1    |
| –                | Herman Selderhuis (Enschedese Boys) | 1    |
| Totaal           | Totaal                              | 69   |

| #      | Naam             | Goal |
| ------ | ---------------- | ---- |
| 1.     | Rikkert La Crois | 4    |
| 2.     | Jaap van Oosten  | 3    |
| 3.     | Abel Alting      | 2    |
| 3.     | Piet de Koe      | 2    |
| 5.     | Johnny de Grooth | 1    |
| Totaal | Totaal           | 12   |